# Fityna
Fityna – organiczny związek chemiczny, sól wapniowa-magnezowa kwasu inozytolosześciofosforowego, występującego powszechnie w świecie roślin, szczególnie obficie w nasionach zbóż i roślin oleistych w ziarnach aleuronowych tworzy okrągłe globoidy, dawniej stosowana w lecznictwie.
Fityna jest otrzymywana z odtłuszczonego makuchu konopnego, pobudza proces krwiotwórczy, nasila wzrost i rozwój tkanki kostnej, poprawia czynność układu nerwowego. Fitynę stosuje się w neurastenii, niemocy płciowej, krzywicy, niedokrwistości i gruźlicy, w postaci proszków i tabletek, często w kombinacji z preparatami arsenu i żelaza.